# Hidemaro Konoye

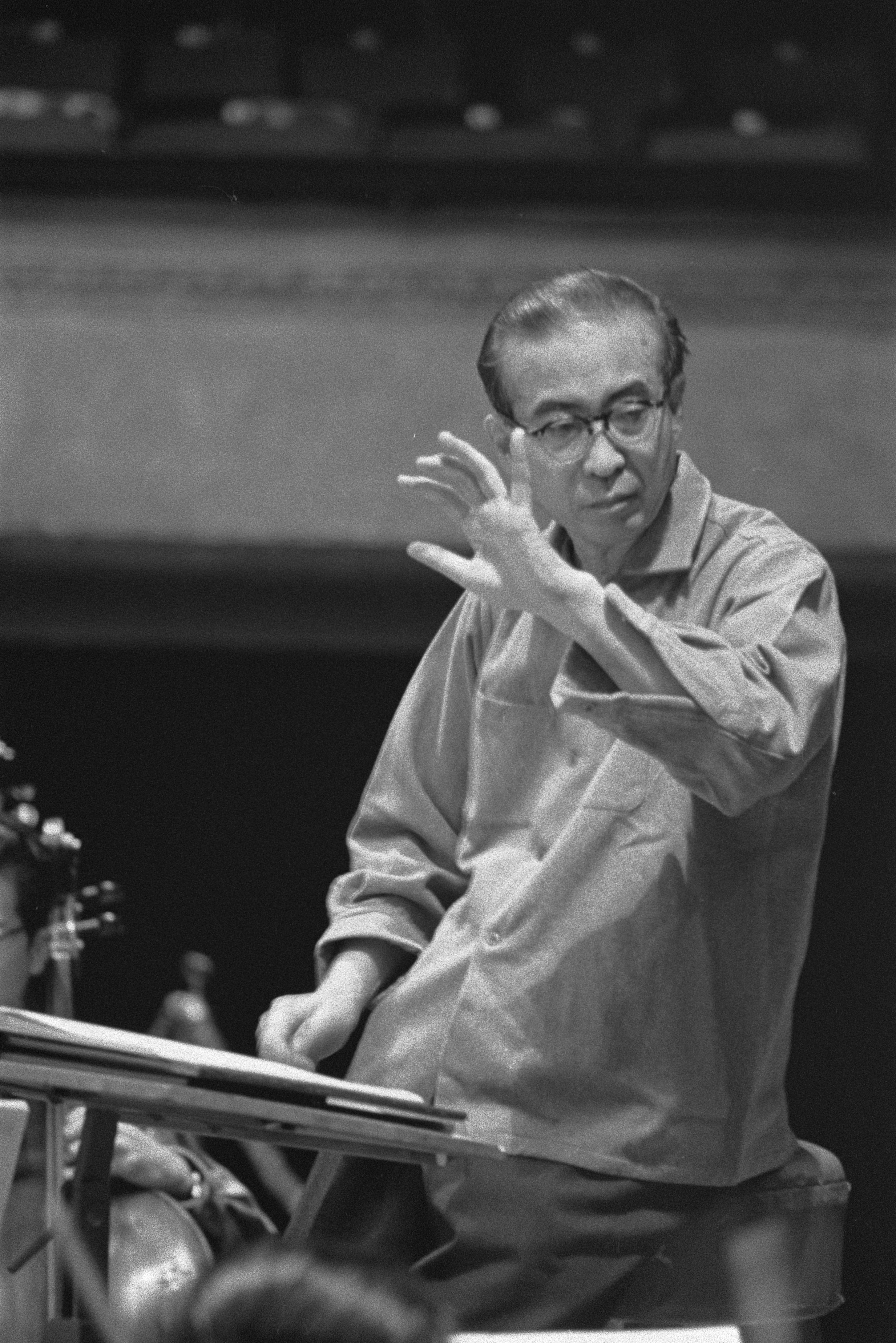
Hidemaro Konoye en 1960

Le vicomte Hidemaro Konoye (近衛 秀麿, Konoe Hidemaro), né le 18 novembre 1898 décédé le 2 juin 1973, est un chef d'orchestre et compositeur japonais de musique classique de l'ère Shōwa. Il est le frère cadet du premier ministre Fumimaro Konoe (1891-1945).

## Biographie
Konoye naît à Kōjimachi (麹町, également 麴町), quartier de l'arrondissement de Chiyoda à Tokyo, plus jeune fils du prince Konoe Atsumaro, descendant d'une des cinq maisons de régents du clan Fujiwara. Le clan Konoe fournit traditionnellement des musiciens gagaku à la Maison impériale du Japon et Hidemaro choisit de suivre la tradition musicale de la famille tandis que son frère aîné Fumimaro entre en politique.
Konoye fréquente l'école Gakushūin où il devient ami proche de Takashi Inukai. En 1913, il entre à l'Université des arts de Tokyo où il se spécialise dans l'étude du violon. En 1915, il part brièvement en Allemagne pour étudier la composition musicale et devient élève de Kosaku Yamada à son retour au Japon. Il fait ses débuts de chef en 1920 avec un orchestre amateur dirigé par Tōkichi Setoguchi. Konoye revient en Europe pour poursuivre ses études en 1923, à Paris auprès de Vincent d'Indy et à Berlin auprès de Franz Schreker.
Il étudie également la direction d'orchestre auprès de Erich Kleiber et Karl Muck. En 1924, il dirige l'Orchestre philharmonique de Berlin et rentre au Japon à l'automne de la même année.
Konoye cofonde l'« Association des orchestres symphoniques du Japon » en 1925 dont il devient le chef l'année suivante. Il fonde ensuite le Nouvel orchestre symphonique de Tokyo (actuel Orchestre symphonique de la NHK) et contribue à façonner l'orchestre sur une période de 10 ans en un ensemble reconnu comme l'égal de la plupart des meilleurs orchestres en Europe.
Il est aujourd'hui connu pour avoir réalisé le premier enregistrement de la quatrième symphonie de Mahler en mai 1930. C'est aussi le premier enregistrement électrique de l'ensemble des symphonies de Mahler.
Hidemaro Konoye fait par ailleurs de nombreuses apparitions en Europe et en Amérique, dirigeant quelque 90 orchestres différents au cours de sa carrière, dont l'orchestre de La Scala de Milan et l'Orchestre symphonique de la NBC. Il se lie d'amitié avec Erich Kleiber, Leopold Stokowski, Wilhelm Furtwängler et Richard Strauss. Il se rend en Allemagne et dirige l'Orchestre philharmonique de Berlin au cours de la seconde moitié des années 1930. Dans les premiers jours de l'Orchestre symphonique de la NBC, il est prévu une tournée américaine sous la supervision de Stokowski, mais le projet est annulé en raison de la Seconde Guerre mondiale.
Konoye écrit des compositions originales mais est plus profondément intéressé par l'arrangement de musiques existantes dont, par exemple, les Tableaux d'une exposition de Modeste Moussorgski et le Quintette en ut majeur de Schubert qu'il orchestre.

## Œuvres principales
- Kronungs-Kantate pour soprano, mezzo soprano, baryton, chorus et orchestre (1928)
- Etenraku (en) pour orchestre (1931; transcription de gagaku)
- Chin Chin Chidori pour voix et piano

## Enregistrements notables
- Mahler, Quatrième symphonie, Sakaye Kitasaya (soprano), Nouvel orchestre symphonique de Tokyo, Japanese Parlophone, mai 1930[5]